# 김희진 (1995년)
김희진(1995년 11월 30일 ~ )은 대한민국의 전 농구 선수이다. 2021-22 시즌 종료 후 은퇴를 선언하였다.

## 학력
- 송현초등학교
- 인성여자중학교
- 인성여자고등학교

## 경력

### 클럽
- 2013년 ~ 2018년 : 청주 KB국민은행 스타즈
- 2018년 ~ 2022년 : 부산 BNK 썸

### 국가대표팀
- 2011년 FIBA 아시아 U-16 여자농구선수권대회 국가대표